# Пирусты
Пирусты (лат. Pirustae, греч. Πειροῦσται или Πυρισσαῖοι) были одним из иллирийских племён. Их территория расселения лежала в горах внутренней Иллирии и простиралась примерно от Дрины на юге до Тары и Дрины на севере (то есть, занимала территории на севере нынешней Албании, во внутренней Черногории и на юго-востоке Боснии). Точное определение территории проживания пирустов невозможно из-за скудных письменных источников и археологических находок. Возле города Плевля был откопано поселение (название неизвестно), рассматриваемое некоторыми археологами как поселение пирустов в эпоху Римской империи.
Пирусты лишь кратко упоминаются Страбоном, Цезарем и Ливием в своих произведениях. Все эти источники относятся к тому времени, когда это иллирийское племя уже находилось под влиянием Рима. Около 170 года до н. э. пирусты выступили вместе с Римом против короля Гентиоса, правителя лабеатов. В благодарность за поддержку в 167 году Луций Аниций Галл причислил пирустов к свободным иллирийским народам, которые были вольны не платить дань Римской империи.
В 54 году до н. э. пирусты вторглись на территорию дассаретов и других иллирийских племён, которые в то время входили в провинцию Иллирикум, управляемую Юлием Цезарем. Цезарь велел вывести войска и призвал пирустов к миру. Они должны были поставить заложников и возместить ущерб. 50 лет спустя пирусты участвовали в общем иллирийском восстании против Рима. Они были последним племенем, которое Тиберий в 9 году нашей эры подчинил. После подавления восстания Иллирик был разделён на провинции Паннония и Далмация, к последней с тех пор относилась и территория пирустов.
После завоевания Дакии (106 год нашей эры) пирусты, среди которых было много опытных рудокопов, были поселены в Карпатских горах, где они занимались добычей золота.
Некоторые артефакты из некрополя Комини, приписываемого пирустам, хранятся в Краеведческом музее Плевля в Черногории.